# Twierdzenie Pitota

a + c = b + d

Twierdzenie Pitota – twierdzenie planimetrii o czworokątach i okręgach. Mówi ono, że w czworokąt da się wpisać okrąg wtedy i tylko wtedy, gdy sumy długości przeciwległych boków są równe.
Źródłem nazwy jest Henri Pitot, francuski inżynier XVIII-wieczny.

## Dowód
Twierdzenie Pitota wynika z faktu, iż odcinki dwu prostych stycznych do okręgu łączące punkt przecięcia prostych z punktami styczności mają równe długości (ten zaś z przystawania trójkątów) – por. Najmocniejsze twierdzenie geometrii.